# Akrilat
Akrilatni monomer ali akrilat je ime za vsak ester, ki vsebuje vinilno skupino; se pravi, dva medsebojno dvojno povezana atoma ogljika, nataknjena neposredno na ogljik v karbonilu. Metakrilati imajo na alfa-ogljik vezano dodatno metilno skupino. Poliakrilati so pogosta vrsta plastike. Akrilamid je akrilat z amidno skupino.
Akrilati se uporabljajo v livarstvu za izdelavo akrilatnih modelov in jedrovnikov. V zobozdravstvu se uporabljajo v protetiki za izdelavo preciznih odlitkov.